# قسطنطين سيمونوف
قسطنطين سيمونوف (الروسية: Константин Михайлович Симонов) من مواليد 15 نوفمبر 1915 ب بيوترغراد أديب وشاعر، وصحفي وناشط سياسي، وعضو الحزب الشيوعي السوفيتي منذ سنة 1948

## حياته
درس في معهد مهني وعمل في المصانع، وبدأ في نشر أشعاره منذ أواسط الثلاثينات وخاصة في مجال القصيدة، انخرط في الحرب الوطنية العظمى وعمل مراسلا حربيا لجريدة «كراسنايا زفيزدا» وفي عام 1939 مراسلا حربيا في الشرق الأقصى حيث كانت قد بدأت الاشتباكات مع القوات الألمانية.
كانت انتاجاته المبكرة مفعمة بالحس الأممي والإيمان بالمستقبل، وبطله شاب مندفع نحو المآثر والفداء مع الاهتمام بالعالم الداخلي للإنسان حيث تتوحد لديه إبداعيا التوجهات الوجدانية مع النمط الوثائقي مما جعل أسلوبه مميزا في العديد من الأعمال. وقد لعبت قصائده العاطفية دورا مهما أثناء الحرب وفي تعميق الحس الوطني المقاوم واستقراء الواقع الإستثنائي الذي يعيشه الجنود على الجبهات، حتى أن قصيدته «انتظريني سوف أعود» انتشرت كالنار في الهشيم وباتت تنسخ في معظم رسائل الجنود لحبيباتهم وزوجاتهم، ويقول تيخانوف عنه:
"" إن جيل سيمونوف هو جيل الخنادق والمعارك وحين يتذكر هذا الجيل الحرب سيتذكر سيمونوف حتما وهذا ليس بقليل""...
ساهم سيمونوف في المعارك في صفوف الجيش السادس بما في ذلك في معارك تحرير أوروبا، حيث انعكست وقائع الحرب بجلاء في أشعاره مبرزة خواصها الإنسانية الأليمة والحميمية.

## زواجه
تزوج سيمونوف اوجينا لاسكينا وأنجبت له ابنه البكر أليكسي سنة 1939، كما تزوج فالنتينا سيروفا وأنجبت له ماريا سنة 1950 والتي أصبحت صحافية فيما بعد، وفي سنة 1957 تزوج من لاريسا جادوفا  آخر زوجاته والتي أنجبت له البنت الصغرى لقسطنطين ألكساندرا.

## وفاته
بعد وفاته نثر رماد جتته في حقول بوينيتشي بالقرب من مدينة موغيليف حسب ما أوصى به قبل وفاته.

## أعماله
- إنتظريني (Жди меня, 1941)
- المنتصر
- بافل تشورني
- المجزرة الجليدية
- من المفكرة
- معك وبدونك
- أيام وليال
- رفاق السلاح
- الأحياء والأموات
- يولد الناس جنود
- الصيف الأخير

## كتبه
- روسيا في الحرب

## الجوائز[موقع خارجي 1]
- ميدالية الانتصار على ألمانيا في الحرب الوطنية العظمى 1941-1945
- وسام الراية الحمراء
- وسام لينين
- بطل العمل الاشتراكي[موقع خارجي 2]
- وسام الحرب الوطنية من الدرجة 1
- وسام شارة الشرف
- وسام «الدفاع عن موسكو»
- ميدالية الانتصار على ألمانيا في الحرب الوطنية العظمى 1941-1945

## روابط خارجية
- قسطنطين سيمونوف على موقع IMDb (الإنجليزية)
- قسطنطين سيمونوف على موقع مونزينجر (الألمانية)
- قسطنطين سيمونوف على موقع ميوزك برينز (الإنجليزية)
- قسطنطين سيمونوف على موقع قاعدة بيانات برودواي على الإنترنت (الإنجليزية)
- قسطنطين سيمونوف على موقع قاعدة بيانات الفيلم (الإنجليزية)